# Tintin

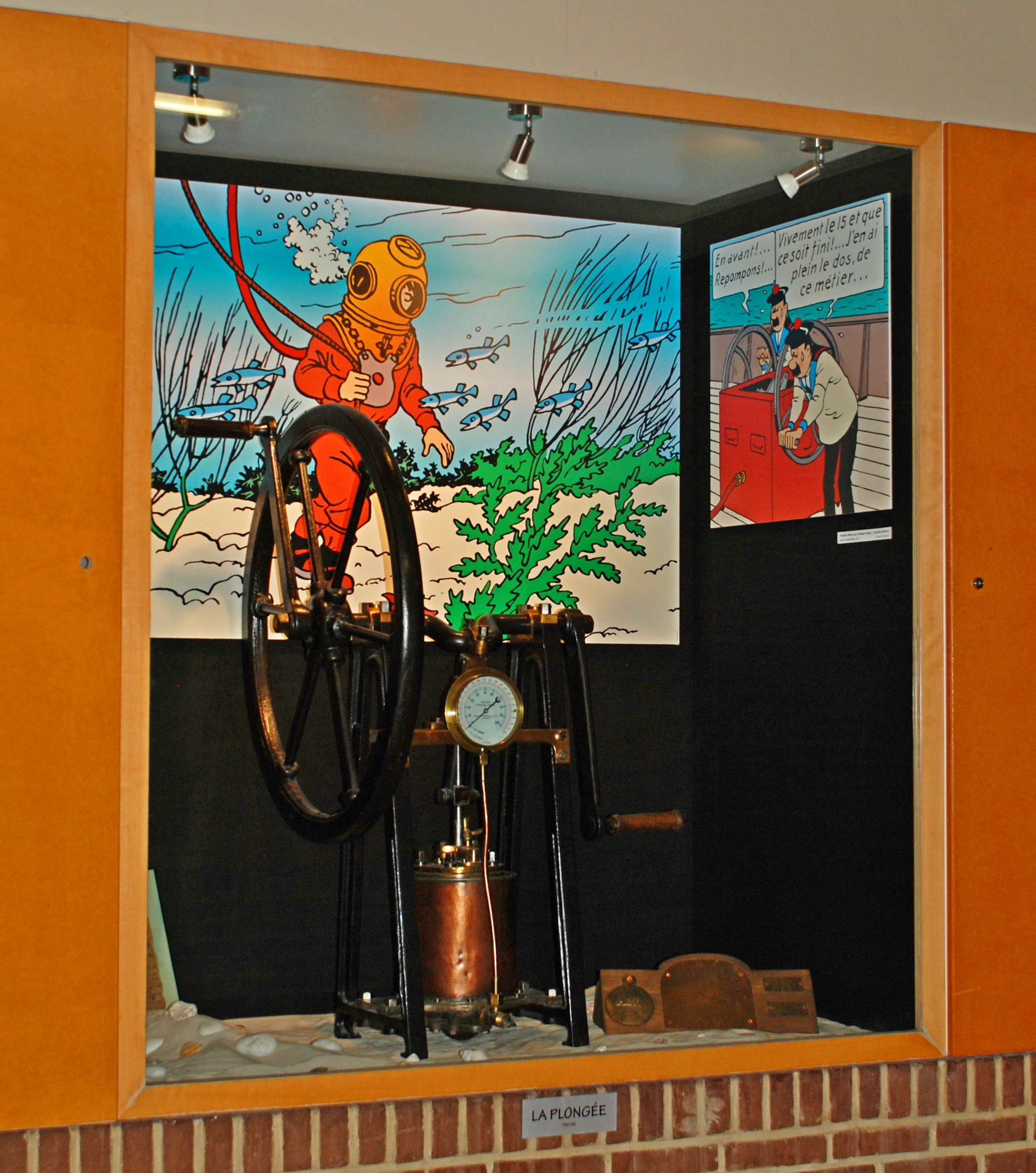
Tintin illustra il tema delle immersioni nei corridoi del centro sportivo Blocry di Louvain-la-Neuve con scene tratte dall'album Il tesoro di Rackam il Rosso.

Tintin (pronuncia [tɛ̃ˈtɛ̃]) è un personaggio immaginario protagonista della serie a fumetti belga Le avventure di Tintin ideata e disegnata da Hergé comunemente ritenuto antesignano e modello di riferimento dello stile della linea chiara della scuola franco-belga.

## Caratterizzazione del personaggio
Tintin è un giovane reporter belga, protagonista di avventure in ogni parte del mondo insieme all'inseparabile cagnolino Milù (Milou). A partire dal nono albo della serie Il granchio d'oro è affiancato dal collerico capitano Haddock, e a partire dal dodicesimo albo Il tesoro di Rackam il Rosso, dallo scienziato Trifone Girasole.
Di Tintin non si conosce nulla, né famiglia né l'età; viene menzionata solo la sua professione, quella di reporter, anche se non lo vediamo mai a lavoro. Per giustificare i suoi impegni in giro per il mondo senza un'evidente fonte di reddito, l'autore Hergé lo fa partecipare, nell’albo Il tesoro di Rakam il Rosso, ad una fortunata caccia al tesoro, che permette (evidentemente) a lui e ai suoi amici, il Capitano Haddock e il bizzarro Professor Girasole, di vivere di rendita.

## Comprimari
In molti episodi vi sono anche due poliziotti non molto capaci, amici di Tintin, con i nomi simili Dupont e Dupond. Sono gemelli, tutti e due vestiti con bombetta e bastone, e appaiono come personaggi la prima volta nell'episodio I sigari del faraone con i nomi X-33 e X-33bis. I personaggi antagonisti con cui Tintin si confronta sono in genere spie, falsari, trafficanti di droga e schiavisti.

## Storia editoriale
Il personaggio esordì in francese il 10 gennaio 1929 sul settimanale belga Le Petit Vingtième, supplemento del quotidiano Le vingtième siècle, dove viene pubblicato fino al 1942 quando la serie continua la pubblicazione su Le Soir Jeunesse, supplemento al quotidiano Le Soir, fino al 1946 quando debutta su una testata propria, Le Journal de Tintin (Kuifje nella versione fiamminga).
Hergé affermò che durante i suoi anni scolastici, quando l'esercito tedesco occupò il Belgio durante la prima guerra mondiale, era solito disegnare in margine ai suoi quaderni un giovane personaggio di sua creazione senza nome che combatteva contro i Boches (letteralmente "testoni" o "cavoli", un termine dispregiativo usato nei confronti dei tedeschi) usando la sua intelligenza e la sua ingenuità, nessuno di questi disegni è sopravvissuto.
L'ispirazione per l'aspetto fisico e il comportamento di Tintin venne dal fratello minore di Herge', Paul. Hergé raccontò in un aneddoto che Paul successivamente per spirito d'avventura si arruolò nell'esercito e venne spesso deriso dai suoi commilitoni per la palese somiglianza col personaggio.
Degna di nota una storia illustrata intitolata Tintin-Lutin ("Tintin il goblin") pubblicata nel 1898, da Benjamin Rabier e Fred Isly, incentrata sulle avventure di un piccolo goblin chiamato Tintin, dall'aspetto simile al personaggio di Hergé. Hergé ammise di essersi ispirato dallo stile di Rabier e Isly per la loro rappresentazione degli animali, ma giurò di aver sempre ignorato l'esistenza di Tintin-Lutin fino al 1970, scoperto su indicazione di un fan. Un'altra probabile influenza essenziale per il personaggio sembra essere stata Palle Huld, un boy scout quindicenne della Danimarca che divenne molto famoso a livello internazionale per aver compiuto un viaggio intorno al mondo da solo. Anche Robert Sexé, un fotografo e giornalista francese, che girò in motocicletta l'Unione Sovietica, il Congo Belga e gli Stati Uniti è ritenuto una possibile grande influenza per Tintin, suggerita anche dalla Hergé Foundation stessa.
Hergé ammise successivamente di non aver mai preso sul serio il personaggio di Tintin, soprattutto nelle sue prime storie, spiegando come fosse nato come un semplice «scherzo tra amici, di quelli che ci si dimenticano il giorno dopo». Il biografo di Hergé Benoît Peeters notò che nelle sue prime avventure, Tintin è un personaggio "supremamente belga", sottolineato in precedenza anche dal biografo Pierre Assouline. Le prime storie di Tintin sono spesso state oggetto di critica per la rappresentazione della violenza contro gli animali nonché per l'uso di stereotipi razzisti ed etnocentrici tipici del colonialismo in particolare nella storia Tintin au Congo. Al riguardo Hergé stesso commentò: «i miei primi lavori sono libri scritti da un giovane belga riempito di idee e pregiudizi tipici di un cattolico, sono libri che potevano essere scritti da qualunque belga nella mia situazione. Non sono molto intelligenti, lo so, e non mi fanno onore: sono libri tipicamente "belgi"». Peeters definì il primo Tintin "un personaggio sartriano": «un'esistenzialista prima che il termine venisse coniato», «senza cognome né famiglia, con quasi nient'altro che il suo volto, e una vaga idea di carriera». Lo ha definito inoltre solo un veicolo narrativo per le sue storie, talvolta persino incoerente con sé stesso.
La serie completa di Tintin è costituita da 24 storie in lingua francese delle quali l'ultima è rimasta incompiuta. Le prime otto vennero pubblicate tra il 1929 e il 1941 in bianco e nero con tavole a sei vignette e negli anni quaranta e cinquanta vennero tutte ridisegnate - tranne la prima - per renderle omogenee con le successive che venivano pubblicate in albi a colori di 48 pagine con tavole a dodici vignette; l'ultima storia risale al 1983, anno di morte dell'autore.
Le storie vennero illustrate da Hergé dopo un lavoro di documentazione che comprendeva le fotografie dei luoghi e degli oggetti da disegnare. Il suo tratto, originale e personale, caratterizzato da un segno sottile, pulito ed elegante venne poi imitato da molti suoi colleghi belgi e francesi e denominato linea chiara. Prima della morte, avvenuta nel 1983, Hergé aveva chiesto che la sua serie non venisse continuata da altri.

## Altri media

### Cinema
Lungometraggi
- Tintin et le mystère de la toison d'or (1961, regia di Jean-Jacques Vierne);
- Tintin et les oranges bleues (1964, regia di Philippe Condroye);

Lungometraggi animati
- Le Crabe aux pinces d'or (1947, regia di Claude Misonne);
- Tintin et le Temple du Soleil (1969);
- Tintin et le Lac aux requins (1972);
- Le avventure di Tintin - Il segreto dell'Unicorno (2011, regia di Steven Spielberg).[14]

Documentari
- Moi, Tintin (1976);
- Tintin et moi (2003).

### Televisione
Serie animate
- Les Aventures de Tintin, d'après Hergé (1958-1962);
- Tintin: 20 episodi di 22 minuti l'uno nel programma Supergulp! dal 1977 al 1981;
- Le avventure di Tintin (1991-1992).

### Videogiochi
- Tintin on the Moon (1989), per molti computer;
- Tintin in Tibet (1995), per PC e varie console;
- Prisoners of the Sun (1996), per PC e varie console;
- Tintin: Destinazione Avventura (2001), per PlayStation e Windows;
- Le avventure di Tintin - Il segreto dell'Unicorno (2011), per PC e varie console;
- Tintin Reporter - I sigari del Faraone (2023), per PC e varie console.

## Influenza culturale
- Sui muri del centro di Bruxelles compaiono in più luoghi murali raffiguranti episodi a fumetti di Tintin.
- Tintin fu il tema dei giochi della puntata di Giochi senza frontiere svoltasi nel 1978 a Rochefort, sempre in Belgio.[15]